# Wattel-Mortier
Wattel-Mortier war ein französischer Hersteller von Automobilen.

## Unternehmensgeschichte
Das Unternehmen aus Paris begann 1921 mit der Produktion von Automobilen. Der Markenname lautete Wattel-Mortier. 1921, 1923 oder 1924 endete die Produktion.

## Fahrzeuge
Das einzige Modell war mit einem Sechszylindermotor eigener Fertigung mit 2652 cm³ Hubraum, einem Dreiganggetriebe und Vorderradbremsen ausgestattet.